# 名鉄トフ30形貨車
名鉄トフ30形貨車（めいてつトフ30がたかしゃ）とは、かつて名古屋鉄道で運用されていた木造貨車（無蓋車）である。

## 概要
- トフ30形の種車は、美濃電気軌道のトフ301形（トフ31 - トフ33）と竹鼻鉄道のトフ1形（トフ34 - トフ36）であり、ほぼ同型の車両であった。

- トフ31 - トフ33は美濃電気軌道の二軸無蓋車トフ301形であり、1912年（大正元年）に最初の車両が運用が開始され、最終的には17両（トフ301 - トフ308、トフ310 - トフ318）が在籍した。片側にデッキがあり、そこに手制動ハンドルが設置されていた。軌道線専用で連結器はピン・リンク式連結器であった。1930年（昭和5年）に名古屋鉄道（初代）は美濃電気軌道と合併し名岐鉄道に改称する。トフ301形は名岐鉄道へ承継されたが、貨物量減少によりこの時点で多くが休車となっていた。1939年（昭和14年）4月には12両（トフ301 - トフ304,トフ306 - トフ308,トフ310,トフ313,トフ316 - トフ318）が廃車、1940年（昭和15年）6月には2両（トフ314,トフ315）が廃車となる。残りの3両（トフ305，トフ311，トフ312）は1941年（昭和16年）に改番され、トフ30形（トフ31 - トフ33）となる。主に美濃町線で使用される。

- トフ34 - トフ36は竹鼻鉄道の二軸無蓋車トフ1形であり、1921年（大正10年）製。1943年（昭和18年）に竹鼻鉄道が名古屋鉄道に買収されると、トフ30形に編入され、トフ34 - トフ36となる。名鉄籍になってから連結器を自動連結器に交換され、竹鼻線などで使用される。

- 1946年（昭和21年）にはトフ34 - トフ36が廃車。残りも美濃町線での貨物量減少や老朽化で廃車が進み、1954年（昭和29年）頃には1両（トフ32）のみとなった。晩年は工事車両として運用され、1960年（昭和35年）に廃車となり同時に形式消滅となった。